# Maddie Musselman
Madeline „Maddie“ Musselman (* 16. Juni 1998 in Newport Beach) ist eine Wasserballspielerin aus den Vereinigten Staaten. Sie gewann bis 2024 zwei Titel bei Olympischen Spielen und bei Panamerikanischen Spielen sowie fünf Titel bei Weltmeisterschaften.

## Sportliche Karriere
Die 1,81 m große Rückraumspielerin siegte 2015 mit dem US-Team bei den Panamerikanischen Spielen in Toronto. Direkt im Anschluss fanden in Kasan die Weltmeisterschaften 2015 statt. Die Mannschaft aus den Vereinigten Staaten gewann den Titel durch ein 5:4 im Finale gegen die niederländische Mannschaft. Bei den Olympischen Spielen 2016 in Rio de Janeiro traf das US-Team im Finale auf die Italienerinnen und siegte mit 12:5. Musselman erzielte im Turnierverlauf zwölf Tore, davon einen im Finale.
2017 fanden die Weltmeisterschaften in Budapest statt. Das US-Team gewann den Titel durch ein 13:6 im Finale gegen die Spanierinnen. Musselman erzielte im Finale drei Tore. Zwei Jahre später bei den Weltmeisterschaften 2019 in Gwangju traf das US-Team im Finale wieder auf die Spanierinnen, diesmal gewannen die Amerikanerinnen mit 11:6. Musselman erzielte im Turnierverlauf 13 Treffer. Unmittelbar im Anschluss an die Weltmeisterschaften siegten die frischgebackenen Weltmeisterinnen auch bei den Panamerikanischen Spielen 2019 in Lima. Bei den 2021 ausgetragenen Olympischen Spielen in Tokio trafen die Mannschaften aus den Vereinigten Staaten und aus Spanien einmal mehr im Finale aufeinander, die Amerikanerinnen siegten mit 14:5. Musselman warf fünf Tore im Halbfinale und drei Tore im Finale. Sie wurde vom Fachmagazin Swimming World als Wasserballspielerin des Jahres 2021 ausgezeichnet.
In den nächsten Jahren siegte das US-Team bei den Weltmeisterschaften 2022 und 2024. Lediglich bei der Weltmeisterschaft 2023 verlor die Mannschaft im Viertelfinale gegen die Italienerinnen und wurde nach den Platzierungsspielen Fünfte. Bei den Olympischen Spielen 2024 in Paris siegte die Mannschaft im Viertelfinale gegen die Ungarinnen. Nach einer Halbfinalniederlage gegen die Australierinnen verlor das US-Team das Spiel um Bronze gegen die Niederländerinnen. Musselman warf im Spiel um Bronze zwei Tore.
Maddie Musselman spielt für die UCLA Bruins, das Team der University of California, Los Angeles.